# Januari 2018
Dit artikel geeft een chronologisch overzicht van de belangrijkste gebeurtenissen per dag van de maand januari in het jaar 2018.

## Gebeurtenissen

### 1 januari
- Het Grenscorrectieverdrag treedt in werking: Aan de Maas in Limburg wordt België enkele hectaren kleiner en wordt Nederland enkele hectaren groter.
- De Amerikaanse president Donald Trump tweet dat Pakistan onderdak biedt aan terroristen en dat het land de VS gedurende 15 jaar heeft belogen en bedrogen. Trump dreigt ermee om de financiële hulp aan Pakistan stop te zetten.[1]
- De Amerikaanse staat Californië legaliseert het recreatief gebruik van cannabis.[2]
- Bij protesten tijdens de nacht in Iran vallen tien doden. Daarmee komt het aantal dodelijke slachtoffers op twaalf, na vijf dagen van protesten.[3]
- De Engelsman Rob Cross wint bij zijn debuut het PDC World Darts Championship. Hij verslaat zestienvoudig kampioen Phil Taylor in de finale met 7-2.[4]

### 2 januari
- In Peru komen minstens 48 mensen om het leven wanneer een bus een ravijn van een honderdtal meter diep instort.[5]
- Nederland, Polen, Ivoorkust, Equatoriaal-Guinea, Koeweit en Peru worden de zes nieuwe niet-permanente leden in de Veiligheidsraad van de Verenigde Naties.[6]
- Als antwoord op de nieuwjaarstoespraak van de Noord-Koreaanse leider Kim Jong-un, stelt de Zuid-Koreaanse president Moon Jae-in voor om op 9 januari een ontmoeting te organiseren in de gedemilitariseerde zone van Panmunjeom om te praten over een Noord-Koreaanse deelname aan de Olympische Winterspelen en over het Noord-Koreaanse kernwapenprogramma.[7]
- In een tweet dreigt de Amerikaanse president Donald Trump om de financiële hulp aan Palestina stop te zetten omdat de Palestijnen volgens hem "niet meer over vrede willen praten".[8]

### 3 januari
- In Nederland gaan naar aanleiding van een westerstorm voor het eerst alle stormvloedkeringen tegelijk dicht.
- Bij een bomaanslag in een moskee in de plaats Gambaru, in het noordoosten van Nigeria, vallen minstens veertien doden.[9]

### 4 januari
- De woordvoerder van de Ethiopische eerste minister Hailemariam Desalegn corrigeert de verklaring van de premier van 3 januari, die liet uitschijnen dat alle politiek gevangenen zouden worden vrijgelaten. Er zullen enkele opgesloten politici en andere personen uit de gevangenis worden vrijgelaten. Er wordt ook beloofd om het Maekelawi-detentiecentrum in de hoofdstad Addis Abeba te sluiten en om te bouwen tot een museum. Mensenrechtenactivisten reageren afwachtend op de verklaring van de eerste minister.[10]
- Bij een treinongeval in de Zuid-Afrikaanse plaats Kroonstad vallen zeker 18 doden.[11]

### 5 januari
- Venezuela sluit zijn grenzen voor handel met Aruba, Bonaire en Curaçao. De regering-Maduro beschuldigt de ABC-eilanden ervan, onvoldoende op te treden tegen smokkel.

### 8 januari
- Zeerijp wordt getroffen door een aardbeving van 3,4 op de schaal van Richter.

### 10 januari
- In het zuiden van Californië vallen zeker 17 doden als gevolg van modderstromen veroorzaakt door zware regenval.[12]

### 15 januari
- Bij een explosie op de Paardenmarkt, een drukke straat in Antwerpen, sterven twee mensen en geraken er 14 gewond.[13]

### 18 januari
- Een zware storm trekt over delen West-Europa. Deze richt in Ierland, Groot-Brittannië, België, Nederland en Noord-Duitsland schade aan. Er vallen ook enkele doden. Ook wordt het Nederlandse treinverkeer voor het eerst volledig stilgelegd.
- Bij een busongeval in de Kazachstaanse regio Aqtöbe vallen meer dan 50 doden.[14]

### 27 januari
- Miloš Zeman verslaat in de tweede ronde Jiří Drahoš in de strijd om het Tsjechische presidentschap.
- Bij Turkse bombardementen in het noorden van Syrië (uitgevoerd in het kader van "Operatie Olijftak") raakt de tempel van Ain Dara zwaar beschadigd.[15]

### 28 januari
- In de Ethiopische hoofdstad Addis Abeba begint de 30e gewone vergadering van de Afrikaanse Unie. Centraal thema is het tegengaan van corruptie.[16]

### 29 januari
- Bij een aanval op een legerbasis in de Afghaanse hoofdstad Kaboel vallen vijftien doden. De aanval wordt opgeëist door de terreurorganisatie Islamitische Staat.[17]

### 30 januari
- In het zuiden van Jemen wordt de havenstad Aden na twee dagen van gevechten ingenomen door separatisten die strijden tegen president Hadi.[18]

## Overleden
← · januari · februari · maart · april · mei · juni · juli · augustus · september · oktober · november · december ·  →